# Серый человек (роман)
«Серый человек» (англ. The Gray Man) — дебютный роман Марка Грини, изданный в 2009 году. По его мотивам снят фильм братьев Руссо «Серый человек» (2022).

## Сюжет
Роман рассказывает о том, как секретный агент ЦРУ Курт Джентри отправляется в путешествие по Европе, чтобы спасти своего куратора, сэра Дональда Фицроя, и его семью в Нормандии от Ллойда, члена гигантской французской корпорации и бывшего офицера ЦРУ, который хочет, чтобы Джентри был уволен, дабы заключить сделку на 1 млрд. долларов для нефтяных интересов в Нигерии, где его президент, в свою очередь, хочет смерти Джентри за убийство его брата.

## Отзывы
Книга имеет в основном положительные отзывы. Так, на сайте-агрегаторе Goodreads она получила оценку 4,13/5. Критик Люк Харкнесс хвалит роман за характеры персонажей и «одни из лучших экшн-сцен», которые он когда-либо читал.